# أليكس جيانين
أليكس جيانين (بالفرنسية: Alex Jeannin)‏ هو لاعب كرة قدم فرنسي في مركز الدفاع، ولد في 30 ديسمبر 1977 في تروا في فرنسا. لعب مع أكسفورد يونايتد وراسينغ كولومب وكيدرمينستر هاريرز ونادي إكزتر سيتي ونادي بريستول روفيرز ونادي تروا ونادي دارلنجتون ونادي مانسفيلد تاون ونادي هيرفورد ونادي ويموث.

## وصلات خارجية
- أليكس جيانين على موقع قاعدة بيانات كرة القدم.إي يو (الإنجليزية)
- أليكس جيانين على موقع Soccerbase.com (لاعب) (الإنجليزية)